# Tachigali vulgaris

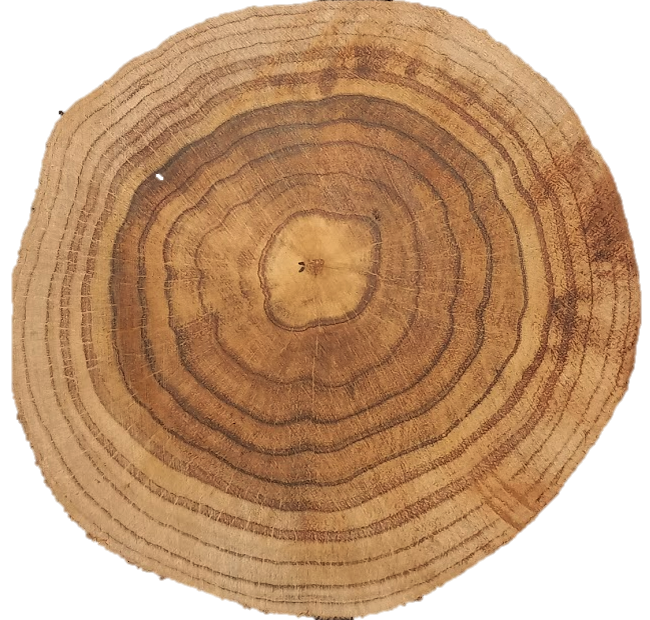
Secção transversal da madeira de Tachigali vulgaris destacando os anéis de crescimento

Tachigali vulgaris é uma espécie arbórea nativa da américa do sul com predominância na região Amazônica e Cerrado brasileiro. Faz parte do gênero Fabaceae e apresenta fixação de nitrogênio por meio de bactérias do gênero Rizhobium Sua madeira apresenta anéis de crescimento anuais (incomum para espécies de regiões tropicais). Atualmente a espécie é estudada para utilização em plantios florestais e regeneração de áreas degradadas. 
O tachi ou carvoeiro, como é chamada vulgarmente, é uma espécie pioneira de crescimento bastante rápido e poucas necessidades nutricionais, sendo adaptada à solos pobres em nutrientes e climas quentes.